# Jacob Frans Drijfhout van Hooff
Jacob Frans Drijfhout van Hooff (Amsterdam, 4 januari 1912 – Wassenaar, 8 september 1993) was commandant bij de Koninklijke Marine.
Nadat hij in Den Helder zijn opleiding had afgerond werd hij naar Nederlands-Indië gestuurd. 
In de nacht van 12 mei 1940 was hij als senior-officer aan boord van de O 9, die onder commando van H A W Goossens van Den Helder naar Engeland overstak en vanaf 14 juli vanuit Rothesay, Schotland, opereerde. Van 3 februari 1942 tot 17 mei 1943 was hij zelf commandant van de O 9. Zijn opvolger was Ltz II J.B.M.J. Maas.
Op 20 juli 1943 werd hij commandant van de K XIV, een onderzeeboot die door de Rotterdamsche Droogdok Maatschappij was gebouwd.
Op 16 december 1944 nam hij het commando van de O 10 over van Armand van Karnebeek, die medisch verlof kreeg. Tijdens zijn carrière bracht hij zeven schepen tot zinken.
Na de oorlog woonde hij in Den Helder en in 1955 werd hij naar de Verenigde Staten uitgezonden. Van 11 april 1958 tot 1 juli 1960 was commandant van de Onderzeedienst in Nederland. Daarna werd hij directeur en later directeur-generaal van het Loodswezen. In 1971 ging hij met pensioen.

## Carrière
- 18-08-1932: luitenant-ter-zee der derde klasse
- 18-08-1935: luitenant-ter-zee der tweede klasse
- 16-08-1942: luitenant-ter-zee der eerste klasse
- 01-08-1952: kapitein-luitenant-ter-zee
- 01-08-1957: kapitein-ter-zee
- 01-11-1964: schout-bij-nacht
- 01-01-1971: eervol ontslag
- 01-03-1971: pensionering

## Onderscheiden
- Ridder in de Orde van de Nederlandse Leeuw
- Officier in de Orde van Oranje-Nassau (ON. 4)
- Bronzen Kruis (BK. 3) (1940, 1944 en 1945)
- Oorlogsherinneringskruis met vier gespen (OHK. 4)
- Ereteken voor Orde en Vrede (OV. 2)
- Onderscheidingsteken voor Langdurige, Eerlijke en Trouwe Dienst bij de Zeemacht XXXV
- Mentioned in Dispatches (MID-GB)
- Honory Member of the Distinguished Service Order (DSO)
- Grootofficier in de Orde van Leopold II van België
- Fellow of the Royal Institute of Navigation